# Де ла Рош
Де ла Рош — французька дворянська родина, названа на честь Ла-Рош-сюр-л'Оньон у Бургундії, Франція, представники якої в 1204 році заснували Афінське герцогство та володіли ним більше століття.

## Історія
Рід Де ла Рош став відомим під час Четвертого хрестового походу (1202—1204), коли було завойовано Константинополь і створено Латинську імперію. Оттон де ла Рош (помер до 1234 р.) отримав феодальні володіння в Греції, зокрема Афіни, і титул спочатку сеньйора (мегаскиг), а згодом герцога Афінського. Його син Гі I де ла Рош носив титул герцога Афінського з 1260 року. У 1308 році з бездітним Гі II де ла Рош рід вимер і Афінське герцогство перейшло до представників інших родин.

## Відомі члени
- Оттон де ла Рош (помер близько 1234 р.), перший франкський сеньйор і герцог Афінський
- Гі I де ла Рош (1205—1263), герцог Афінський
- Аліса де ла Рош (невідома — 1282), сеньйора Бейрута, регент Бейрута
- Ізабелла де ла Рош, (померла близько 1291 р.), донька Гі I де ла Рош і дружина Жоффруа Бріельського
- Жан I де ла Рош (помер 1280), герцог Афінський, наступник свого батька; Гі І де ля Рош
- Вільгельм I де ла Рош (помер у 1287 р.) змінив свого брата Жана I де ла Рош на посаді герцога Афінського у 1280 р.
- Гі II де ла Рош (1280—1308), герцог Афінський
- Рено де ла Рош, батько Жаклін де ла Рош
- Жаклін де ла Рош (померла бл. 1329 р.) баронеса Велігости-Дамали в 1308—1329 рр., з 1311 р. у співправительстві зі своїм чоловіком.
- Вільям де ла Рош (володар Велігості), барон Велігості і Дамали в князівстві Ахайя, родич правлячих герцогів Афінських з роду де ла Рош.

## Герб
Герб сім'ї Ля Рош: cinq points de gueules équipolés à quatre d'or.